# Riot Grrrl

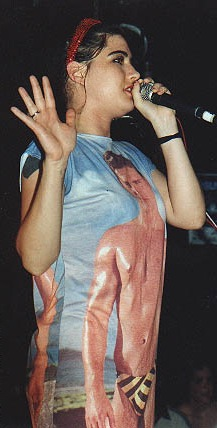
Kathleen Hanna mit Bikini Kill (1996)

Riot Grrrl (auch Riot Grrl oder Riot Girl; von englisch riot ‚Aufruhr‘ und girl ‚Mädchen‘) bezeichnet eine Anfang der 1990er Jahre in der US-amerikanischen Hardcore-Punk-Szene, ursprünglich vor allem in Olympia (Washington), entstandene feministische subkulturelle Bewegung. Die Riot Grrrls reagierten sowohl auf die starke Überzahl männlicher Musiker und deren Dominanz in der Musikszene als auch auf als typisch männlich empfundene Bestandteile von Bühnenshows.

## Geschichte
Riot Grrrls setzten in den frühen 1990er Jahren provokante und aggressive emanzipatorische Impulse. Die Ablehnung von, den Bruch und das postmoderne Spiel mit vorhandenen Frauenrollenmustern waren wichtige Bestandteile der Riot-Grrrl-Bewegung. Dieser Bruch hat eine klar politisch-kämpferische Komponente. Vorreiterinnen in Stil und Haltung für die Riot Grrrls waren Kim Gordon, Deborah Harry und in gewisser Hinsicht Madonna.
Kathleen Hanna, eine der frühen und prominentesten Vertreterinnen der Bewegung und lange Zeit Mitglied der Bands Bikini Kill und Le Tigre, formulierte sowohl in Texten als auch in Interviews feministische Anliegen. Kathleen Hanna begann mit Ausstellungen und einer Galerie; sie wurde zu Beginn durch Benefizveranstaltungen von Nirvana unterstützt.
Thematisiert werden im Rahmen der Riot-Grrrl-Bewegung neben Gleichberechtigung und künstlerischer Verwirklichung von Frauen und Männern die Selbstverwaltung von Künstlerinnen und Künstlern und die Schaffung von alternativen Produktions- und Vertriebsstrukturen.
All-Girl-Bands schossen aus dem Boden, kamen auf den Labels von Freunden unter und schrieben eine Fülle von Fanzines.
Vertreterinnen sind oder waren Babes In Toyland, Bikini Kill, Le Tigre, Bratmobile, Sleater-Kinney, Jack Off Jill, Excuse 17, Mecca Normal, Tribe 8, L7, Team Dresch sowie Beth Ditto.
Der Slogan der Bewegung lautet Revolution Girl Style Now!.
Die Widerstandsstrategien vieler Riot Grrrls zeichnen sich durch Kommunikationsguerilla-Taktiken und Überzeichnung aus. Damit sollen die Bedeutungen dessen, was als „weiblich“ und „normal“ gilt, aufgedeckt und durch Verschiebungen angegriffen werden.
In Deutschland existierten vereinzelt der Riot-Grrrl-Bewegung verwandte oder sich verbunden fühlende Gruppen wie Die Braut haut ins Auge, die Mobylettes, die Lassie Singers, die Pop Tarts, Parole Trixi, die Lemonbabies, Blockshot und Live Action Pussy Show. Heute lebt die Bewegung unter anderem mit den Ladyfesten und seit 2001 mit den Girls Rock Camps fort.

„Grrrl bringt das Knurren zurück in unsere Miezekatzenkehlen. Grrrl zielt darauf, die ungezogenen, selbstsicheren und neugierigen Zehnjährigen in uns wieder aufzuwecken, die wir waren, bevor uns die Gesellschaft klar machte, dass es Zeit sei, nicht mehr laut zu sein und Jungs zu spielen, sondern sich darauf zu konzentrieren, ein ‚girl‘ zu werden, das heißt eine anständige Lady, die die Jungs später mögen würden.“

Aus den Riot Grrrls entstanden die Girlies, gemeinsam repräsentierten sie den stark popkulturell geprägten Feminismus der Dritten Welle.
Die Berichterstattung über die systemkritische Moskauer Punkrock-Band Pussy Riot brachte den Begriff Riot Grrrl Movement 2012 wieder zurück in die Medien.

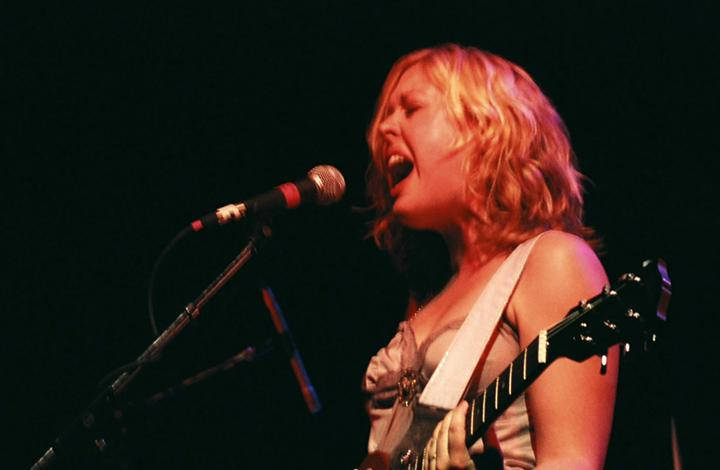
Corin Tucker (Sleater-Kinney)
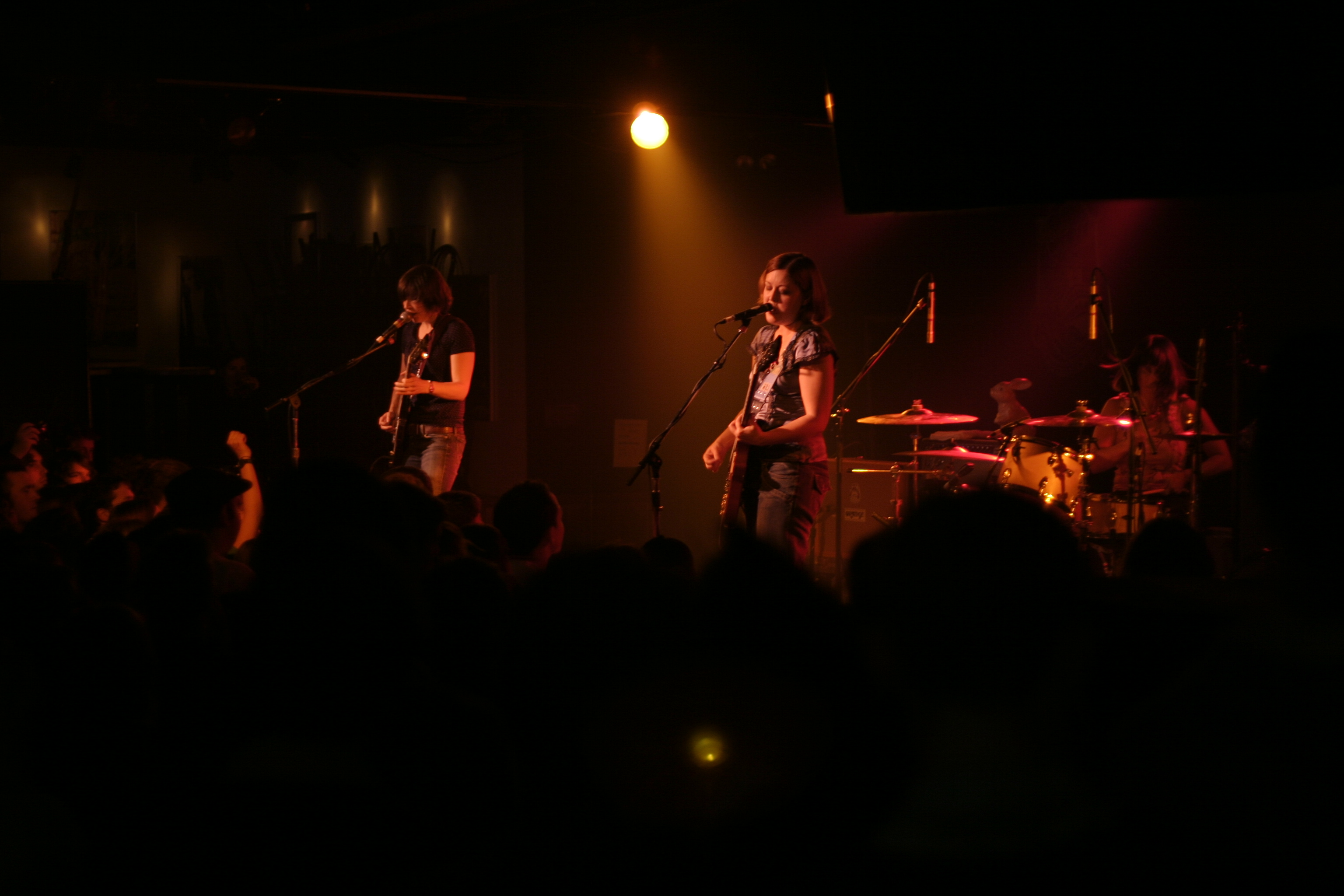
Sleater-Kinney
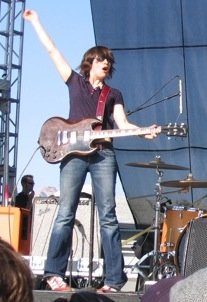
Carrie Brownstein (Sleater-Kinney)
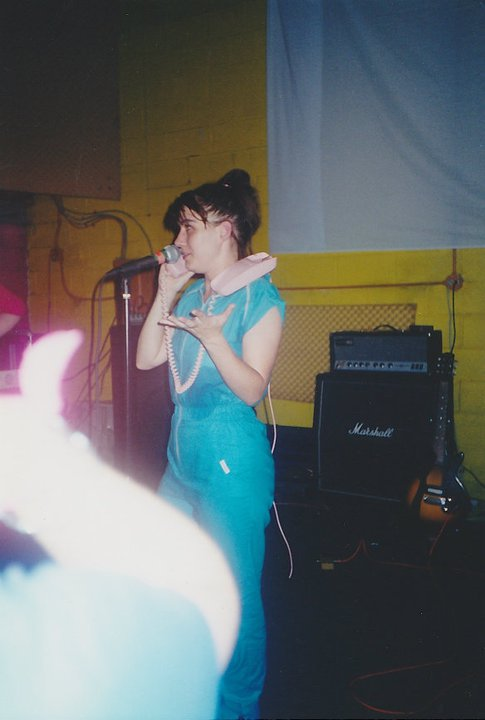
Kathleen Hanna  (Le Tigre, Bikini Kill)
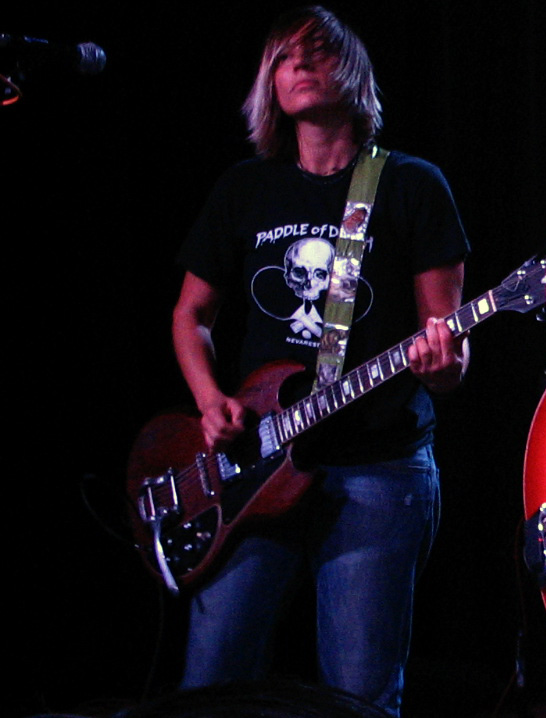
Kaia Wilson (Team Dresch)
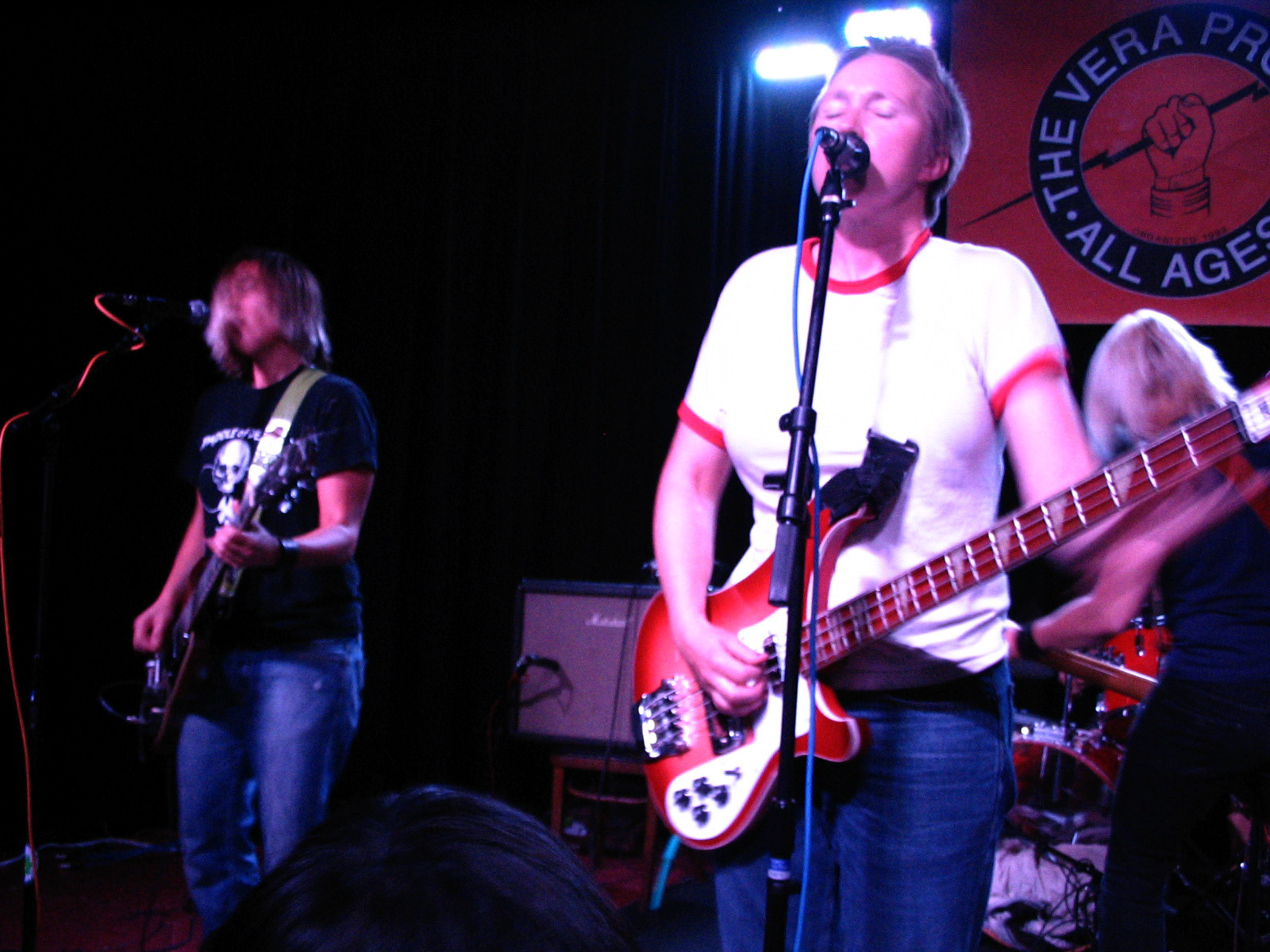
Team Dresch mit Jody Bleyle im Vordergrund
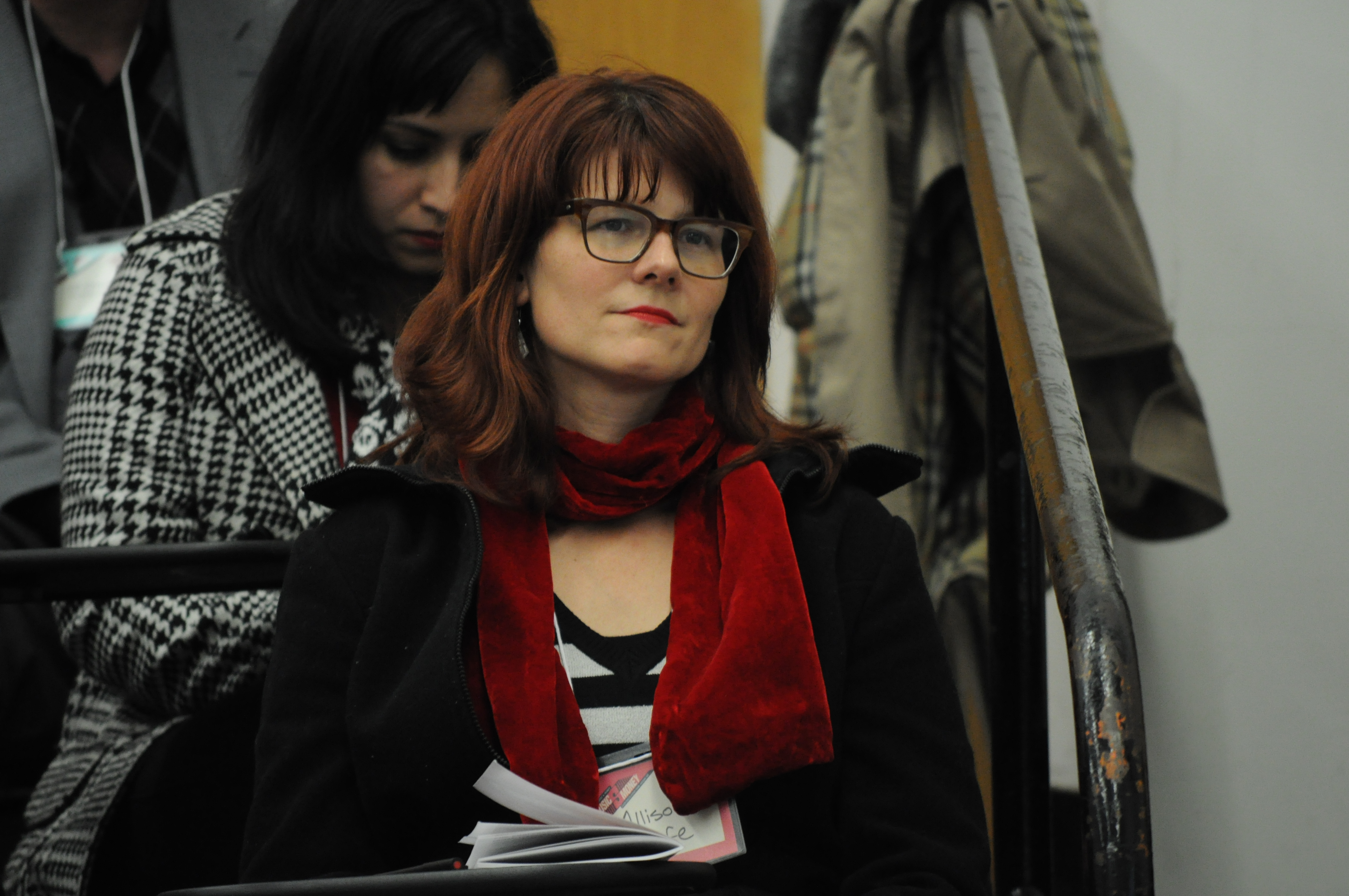
Allison Wolfe (Bratmobile)
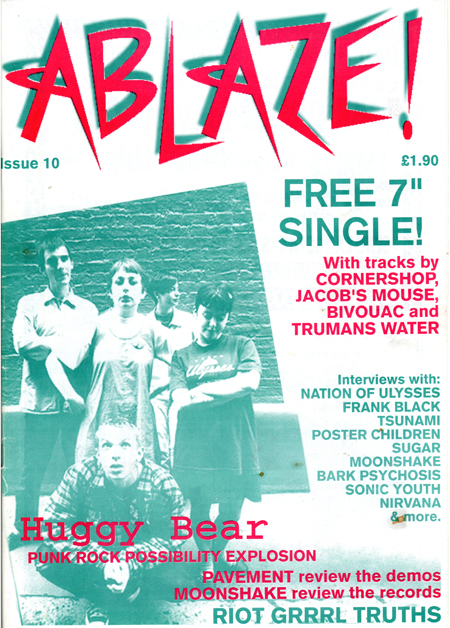
Die Band Huggy Bear auf dem Titelblatt von ABLAZE!
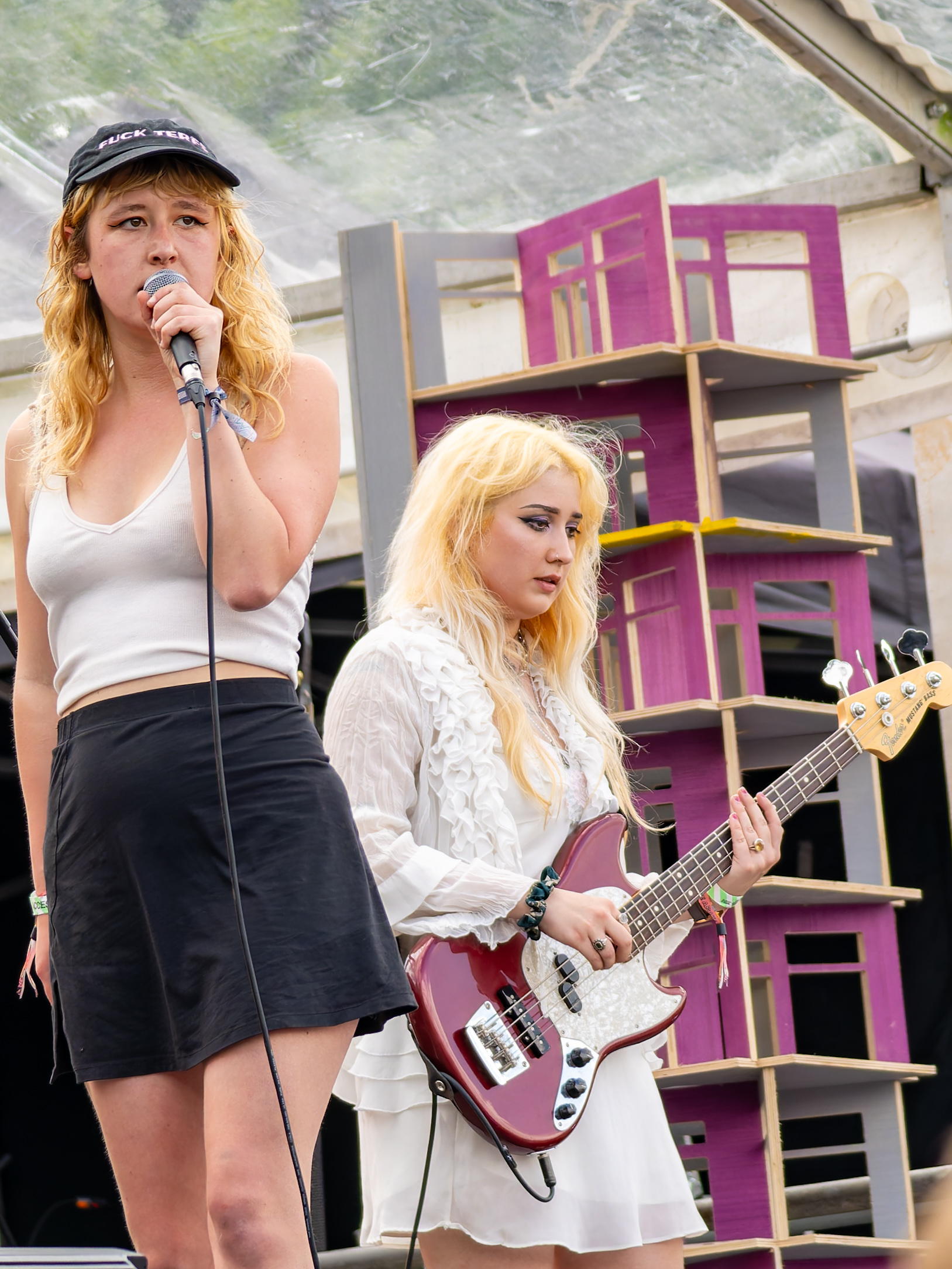
Lambrini Girls